# Paul van der Velde
Prof. dr. Paul van der Velde (Someren, 9 april 1959) is een Nederlands auteur en hoogleraar hindoeïsme en boeddhisme aan de Radboud Universiteit. Hij studeerde Indiase talen in Utrecht (Sanskriet, Hindi, Pali) en Leiden (klassiek Tamil). In 1993 promoveerde hij met een studie rond de lyriek over de god Krishna in het middeleeuws Hindi (Brajbhasha). Naast zijn werk aan de universiteit begeleidt hij studiereizen naar verschillende Aziatische landen. Sinds 2003 is Van der Velde verbonden aan de Saswitha opleiding als docent in het tweede en derde basisjaar en de cursus Yoga en Wijsbegeerte. Naast boeddhisme en hindoeïsme doceert hij onder andere ook Hindi en Sanskriet.